# Teide
Núi Teide (tiếng Tây Ban Nha: El Teide, Pico del Teide, phát âm [ˈpiko ðel ˈtei̯ðe], "đỉnh Teide") là một núi lửa trên đảo Tenerife của quần đảo Canaria, Tây Ban Nha. Với độ cao 3.718 mét, đỉnh núi là điểm cao nhất Tây Ban Nha và điểm cao nhất trên các đảo Đại Tây Dương.
Nếu tính từ nền biển, Teide đạt 7.500 m (24,600 ft), là núi lửa cao nhất từ chân lên ngọn nằm ngoài quần đảo Hawaii,, được cả UNESCO và NASA coi là "cấu trúc núi lửa cao thứ ba Trái Đất". Nhờ độ cao của Teide, Tenerife là đảo cao thứ 10 thế giới. Teide là một núi lửa còn hoạt động: lần phun trào gần đây nhất vào năm 1909 ở lỗ El Chinyero trên mé tây bắc khe Santiago. Hội đồng Điều hòa Thiên tai Liên Hợp Quốc xếp Teide vào nhóm núi lửa Thập niên bởi lịch sử phun trào tàn phá cũng như vị trí gần điểm dân cư, trong đó có Garachico, Icod de los Vinos và Puerto de la Cruz. Teide, Pico Viejo và Montaña Blanca tạo nên phức hợp Núi lửa Trung tâm của Tenerife.
Teide và vùng lân cận thuộc địa phận vườn quốc gia Teide, diện tích 18.900 hécta (47.000 mẫu Anh) và là một di sản thế giới UNESCO từ ngày 28 tháng 6 năm 2007. Teide là kì quan thiên nhiên đông người ghé thăm nhất Tây Ban Nha, là vườn quốc gia đông khách du lịch nhất Tây Ban Nha lẫn châu Âu và – vào thời điểm 2015 – là vườn quốc gia đông khách thứ tám trên thế giới, với khoảng 3 triệu lượt khách mỗi năm. Năm 2016, vườn có 4.079.823 lượt người viến thăm, phá kỷ lục. Đài thiên văn Teide, một đài thiên văn quốc tế lớn, nằm trên sườn núi Teide.